# Kudō Shinichi
Kudō Shin'ichi (工藤 新一 (Công Đằng Tân Nhất)), danh tính thật sự của Edogawa Conan (江戸川 コナン (Giang Hộ Xuyên Conan) Edogawa Konan) là nhân vật chính trong bộ truyện tranh anime Thám tử lừng danh Conan sáng tác bởi hoạ sĩ Gosho Aoyama.
Cậu là một thám tử trung học 17 tuổi, đã bị ép phải uống một loại thuốc độc có thể gây chết người có tên là APTX-4869 (Apotoxin 4869) trong lần chạm trán đầu tiên với Gin và Vodka, hai thành viên của Tổ chức Áo Đen, khi đang theo dõi một cuộc giao dịch mờ ám giữa chúng trong công viên giải trí Tropical Land. Do chất độc còn đang trong quá trình nghiên cứu và chưa được thử nghiệm trên cơ thể người nên cậu đã may mắn sống sót, nhưng cơ thể đã bị teo nhỏ như một đứa bé 6 tuổi. Kể từ đó, để tránh bị Tổ Chức Áo Đen phát hiện ra thân phận thực sự của mình, cậu đã lấy tên là Edogawa Conan và chuyển đến sống ở nhà của bạn gái (đồng thời là cô bạn thân từ nhỏ) Mori Ran cùng với bố của cô ấy là thám tử Mori Kogoro với hy vọng một ngày nào đó cậu có thể tìm ra chân tướng của Tổ Chức Áo Đen, đưa bọn chúng ra xét xử trước pháp luật và lấy lại hình dáng ban đầu.
Diễn viên lồng tiếng Kudo Shinichi trong bản tiếng Nhật là Yamaguchi Kappei và Edogawa Conan là Takayama Minami. Trong phiên bản người thật (phim live-action), live-action 1 và 2 diễn viên Oguri Shun thủ vai Shinichi và series dài tập và live-action 3,4 là nam diễn viên Mizobata Junpei đảm nhận nhân vật này.
Bạn gái: Ran Mori, là cô bạn thân thuở nhỏ của cậu. Cả 2 đã bị chia cắt vì Shinichi bị teo nhỏ thành Conan. Shinichi đã tỏ tình Ran tại London và được cô đáp lại trong chuyến đi thực địa, và cả 2 thành 1 cặp kể từ đó.